# جورج ر. لورانس
جورج ر. لورانس (بالإنجليزية: George R. Lawrence)‏ هو مصور أمريكي، ولد في 24 فبراير 1868 في أوتاوا في الولايات المتحدة، وتوفي في 15 ديسمبر 1938.